# ホセ・クエルボ

ホセ・クエルボ（José Cuervo）は、メキシコのテキーラの製造会社。

## 概要
メキシコのテキーラ製造会社である。売り上げ世界一のシェアという情報がある。
日本では、アサヒビールが輸入販売している。
チョルーラ・ホットソースの製造も行っている。

## 沿革
1795年に、ホセ・マリア・グアタルーペ・クエルボにより設立される。当時のメキシコはスペイン王国の植民地であった。
1873年に初めてアメリカ合衆国に輸入される。1880年より、ビン詰めのテキーラが発売される。1893年、シカゴ世界博覧会で特別賞を受賞する。その後も世界のテキーラ愛好家により呑まれることとなる。

## 製品
- ホセ・クエルボ 1800 アネホ
- ホセ・クエルボ 1800 シルバー
- ホセ・クエルボ 1800 レポサード